# 越南睑虎
越南睑虎（学名：Goniurosaurus araneus）也称蛛纹睑虎、越南豹纹守宫，是睑虎科睑虎属（洞穴睑虎属）的一种爬行动物。分布于越南和中国广西。本种最早于越南北部的高平省发现。